# Fay Coyle
Francis "Fay" Coyle (ur. 1 kwietnia 1933 w Londonderry, zm. 30 marca 2007 tamże) – północnoirlandzki piłkarz występujący na pozycji napastnika.

## Kariera klubowa
W swojej karierze Coyle reprezentował barwy zespołów Derry City, Coleraine, Nottingham Forest oraz ponownie Coleraine i Derry. Wraz z Derry w 1964 roku zdobył Puchar Irlandii Północnej, a w 1965 roku mistrzostwo Irlandii Północnej.

## Kariera reprezentacyjna
W reprezentacji Irlandii Północnej Coyle zadebiutował 8 października 1955 w wygranym 2:1 pojedynku British Home Championship ze Szkocją. W 1958 roku został powołany do kadry na mistrzostwa świata. Zagrał na nich w meczu z Argentyną (1:3), a Irlandia Północna odpadła z turnieju w ćwierćfinale.
W latach 1955–1958 w drużynie narodowej Coyle rozegrał 4 spotkania.